# New Harmony (Utah)
New Harmony é uma cidade  localizada no estado norte-americano de Utah, no Condado de Washington.

## Demografia
Segundo o censo norte-americano de 2000, a sua população era de 190 habitantes.
Em 2006, foi estimada uma população de 193, um aumento de 3 (1.6%).

## Geografia
De acordo com o United States Census Bureau tem uma área de
1,0 km², dos quais 1,0 km² cobertos por terra e 0,0 km² cobertos por água. New Harmony localiza-se a aproximadamente 1617 m acima do nível do mar.

## Localidades na vizinhança
O diagrama seguinte representa as localidades num raio de 32 km ao redor de New Harmony.